# Dobrzyń nad Drwęcą (gmina)
Dobrzyń nad Drwęcą – dawna gmina wiejska istniejąca na przełomie XIX i XX wieku w guberni płockiej. Siedzibą władz gminy była osada miejska Dobrzyń nad Drwęcą (obecnie część miasta Golub-Dobrzyń).
Gmina Dobrzyń nad Drwęcą powstała za Królestwa Polskiego – 1 stycznia?/13 stycznia 1870 w powiecie rypińskim w guberni płockiej w związku z utratą praw miejskich przez miasto Dobrzyń nad Drwęcą i przekształceniu jego w wiejską gminę Dobrzyń nad Drwęcą w granicach dotychczasowego miasta.
Jako gmina wiejska jednostka przestała funkcjonować 7 lutego 1919 w związku z przywróceniem Dobrzyniowi nad Drwęcą praw miejskich i przekształceniem jednostki w gminę miejską.